# Circuit urbain de Sanya
Le circuit urbain de Sanya (en chinois : 海棠湾赛道) est un circuit automobile temporaire empruntant les rues de Sanya. Il accueillera à une reprise l’ePrix de Sanya comptant pour le championnat de Formule E FIA.

## Historique
Le premier ePrix s'y tient le 23 mars 2019.

## Description
Le tracé est composé de 11 virages et est long de 2,236 km,.